# Бокс на летней Спартакиаде народов СССР 1963
Соревнования по боксу в рамках III летней Спартакиады народов СССР проходили с 11 по 16 августа 1963 года в Москве. Этот турнир также имел статус 29-го чемпионата СССР по боксу.

## Медалисты
| Весовая категория                   | Золото                                             | Серебро                                               | Бронза                                                                                        |
| ----------------------------------- | -------------------------------------------------- | ----------------------------------------------------- | --------------------------------------------------------------------------------------------- |
| Наилегчайший вес (до 51 кг)         | Станислав Сорокин Вооружённые силы (Москва)        | Василий Пята «Молдова» (Кишинёв)                      | Нодар Кикава Вооружённые силы (Тбилиси) Михаил Рушанский Вооружённые силы (Ленинград)         |
| Легчайший вес (до 54 кг)            | Олег Григорьев Вооружённые силы (Москва)           | Владимир Гаранин «Динамо» (Ленинград)                 | Александр Шашков Вооружённые силы (Московская область) З. Юсуфов «Динамо» (Баку)              |
| Полулёгкий вес (до 57 кг)           | Станислав Степашкин Вооружённые силы (Москва)      | Владимир Сафронов Вооружённые силы (Чита)             | В. Кривобок «Спартак» (Минск) Тимур Гуламов «Динамо» (Ташкент)                                |
| Лёгкий вес (до 60 кг)               | Борис Никоноров «Трудовые резервы» (Москва)        | Борис Кубасов Вооружённые силы (Хабаровск)            | Геннадий Какошкин Вооружённые силы (Ленинград) Юрий Селивёрстов «Трудовые резервы» (Алма-Ата) |
| Первый полусредний вес (до 63,5 кг) | Евгений Фролов «Трудовые резервы» (Москва)         | Евгений Шерстнёв «Трудовые резервы» (Ташкент)         | Алоиз Туминьш Вооружённые силы (Рига) Геннадий Журнаев «Буревестник» (РСФСР)                  |
| Второй полусредний вес (до 67 кг)   | Виктор Агеев Вооружённые силы (Московская область) | Волда Трепша Вооружённые силы (Даугавпилс)            | Ричардас Тамулис «Жальгирис» (Каунас) Леонид Шейнкман «Буревестник» (Москва)                  |
| Первый средний вес (до 71 кг)       | Борис Лагутин «Трудовые резервы» (Москва)          | Стасис Струмскис Вооружённые силы (Латвия)            | Иосиф Будман «Спартак» (Узбекистан) Иван Соболев «Трудовые резервы» (Ленинград)               |
| Второй средний вес (до 75 кг)       | Валерий Попенченко «Динамо» (Ленинград)            | Алексей Киселёв Вооружённые силы (Московская область) | Игорь Евстигнеев «Буревестник» (Москва) Александр Нефёдов «Буревестник» (Тбилиси)             |
| Полутяжёлый вес (до 81 кг)          | Юрий Коноплёв Вооружённые силы (Ленинград)         | Е. Секачёв «Нефтяник» (Баку)                          | Анатолий Кадетов «Динамо» (Казахстан)                                                         |
| Тяжёлый вес (свыше 81 кг)           | Андрей Абрамов «Спартак» (Москва)                  | Александр Изосимов «Трудовые резервы» (Краснодар)     | Янис Ланцерс «Динамо» (Рига) Алексей Баранов «Спартак» (Ташкент)                              |